# József Attila hatása a romániai magyar irodalomra
József Attila neve és műve a romániai magyar irodalomban viszonylag korán, már az 1920-as évek közepén visszhangzott, jelképpé azonban csak a költő halála után vált, kultuszáról pedig jóval később, az 1960-as évektől lehet beszélni.

## A két világháború között
A kezdetet – a Franyó Zoltán szerkesztésében megjelent temesvári Esti Lloyd korai újságtudósítása (Nyolc hónap egy versért. 1924. július 13.) után – Gaál Gábor cikke jelentette a kolozsvári Új Kelet 1926. november 2-i számában: a Tiszta szívvel c. méltatás József Attila sok vitát kavart, a Nyugatból (Osvát Ernő akarata szerint) kimaradt versére épül, s a cikk végén a teljes versszöveget megtaláljuk. Erre a korai felfigyelésre az eszmei rokonság megérzése nyújtott alapot (így látott napvilágot Erg Ágoston és Heves Ferenc fénymásolattal sokszorosított máramarosszigeti avantgárd irodalmi lapjában, a Levelekben 1926. július 15-én a Kilométerekkel c. József Attila-vers is), de nyilvánvalóan szerepet játszott benne Gaál és Hatvany Lajos, ill. Hatvany és József Attila barátsága. (1932-ben a Brassói Lapok vasárnapi melléklete közli újra a verset, ezúttal azonban a Nyugat kiadásában megjelent, Babits Mihály által szerkesztett Új Anthológiából.)
A rövidesen Korunk-szerkesztővé váló Gaál Gábor mellett Kuncz Aladár mint az Ellenzék irodalmi mellékletének és az Erdélyi Helikonnak a szerkesztője és a fiatalabb költőtárs, a Pásztortűz felé is hidat jelentő Dsida Jenő egyengette József Attila erdélyi útját. A személyes kapcsolatok itt is meghatározóak; Kuncz esetében föltételezhetően Németh Andor volt a közvetítő, Dsida és József Attila barátságának alakulásáról dokumentumok hiányában még nem rajzolódott ki pontos kép, de perdöntő az 1930 júniusában Hódmezővásárhelyről Dsidának küldött levél, amelyben a Bécset és Párizst megjárt költő erdélyi útjának tervét, pontosabban Erdélybe vágyakozását mondja el. Az utazásra sohasem került sor, számos lap hasábjai azonban megnyíltak számára. 1928-ban az Ellenzék és a Pásztortűz közli verseit, 1930-ban már a Helikon is vállalja két versét, sőt a januári szám nagy jelentőségű írói ankétjában a nyilatkozó "fiatal magyarok" között József Attilát is ott találjuk. 1931-től a baloldali sajtó, mindenekelőtt a Korunk válik a költő és tanulmányíró otthonává (bár 1934-ben a Korunk mellett az Erdélyi Helikon ugyancsak közöl egy csokorra valót román versfordításaiból). 1936-tól feltűnően megszaporodik a József Attila-versek (átvételek) száma a Brassói Lapokban, és egy fontos interjú is megjelenik itt (Molnár Tibor: Beszélgetés a magyar Panait Istratival).
Kritikai fogadtatása a romániai magyar sajtóban – egészen 1937 decemberéig – ellentmondásosabb képet mutat. Két évvel Gaál jegyzete után az Ellenzék úgy mutatja be a Kövek és a Miért mondottál rosszat nekem c. versek szerzőjét, mint a húszéves nemzedék egyik legtehetségesebbjét, a Pásztortűz pedig konkretizálja e tehetség mibenlétét: a modern magyar líra "primitivistáival" kapcsolja össze, aki "egyszerű dologról egyszerűen dalol, de biztos kifejezőkészséggel" – "és élni akaró hittel". Szentimrei Jenő elismerően ír az Erdélyi Helikonban a Nincsen apám, se anyám kötetről (1929 októberében), gazdag kedélye Csokonaira, játékos hányavetisége Tamási Áronra emlékezteti, s versei olvastán "valami új népdal" születését ünnepli. Lényegében ezt a vonalat követi Dsida is a Helikonban írt kritikájában (1931. május), szinte megbűvölten áll a Döntsd a tőkét, ne siránkozz költőjének merészsége láttán; az elsők között mondja ki: "József Attila az Ady Endre költői útjának első igazi és helyes folytatója". Az irodalomtörténetinek bizonyult ítélet jogosságán nem változtat, hogy Dsida ezt csak az Adytól kapott intelemre érti ("visszafigyelni őseink nehéz kongású, bibliás, de mégis üde és vadvirágszagú beszédére"), és elmarasztalja esztétikailag József Attila programverseit. Ezek a vélemények egyébként összekapcsolhatók a pesti proletár költő népi korszakával, szereplésével a Bartha Miklós Társaságban s a Fábián Dániellel közösen írt Ki a faluba röpirattal, annak pozitív erdélyi visszhangjával. (Szentimrei könyvismertetése a Helikonban az Új Magyar Földről és az Erdélyi Fiatalok több közleménye, elsősorban Jancsó Béla 1930-as cikke a röpiratról idézhető meg ebben a vonatkozásban.)
A Korunkban viszont éppen a Ki a faluba miatt érik heves támadások József Attilát. Nádass József tartózkodó dicsérettel és féltő intelemmel szóló 1929-es bírálata (Nincsen apám, se anyám) után a féltés éles elmarasztalásba vált át, mindenekelőtt Haraszti Sándor (Magyar eszerek, 1930), részben pedig Gergely Sándor (József Attila új versei, 1931) cikkeiben. A röpirat, ill. a Bartha Miklós Társaság tekintetében – kevéssel József Attila halála előtt – Balogh Edgár szolgáltat elégtételt a költőnek 1937-ben (A második Bartha Miklós Társaság), lírájának társadalmi-politikai és ugyanakkor esztétikai elismerését a Korunkban Danzinger Ferenc tanulmánya fejezte ki, visszamenőleg igazolva a Külvárosi éj szerzőjét (József Attila, a szocializmus költője, 1932), Fülöp Ernő, azaz Fejtő Ferenc (József Attila költészete, 1935), Remenyik Zsigmond (Nagyon fáj, 1937) és Brassai Viktor (József Attila, 1937) kritikái, tanulmányai már a baloldali irodalmi front magatartásának lényegi változásáról vallanak, a teljes befogadást, az önkritikai, sőt önostorozó visszanézést, József Attila költői rangjának, irodalomtörténeti helyének méltányos keresését és kijelölését azonban csak a tragikus halál döbbenetében született írások végzik el.
A Korunk-munkatársak gyásza a legmélyebb: Déry Tibor (József Attila), Remenyik Zsigmond (Költő és a valóság) és Nagy István (Az elsötétült "Külvárosi éj") lírai pátoszú értekező prózában, Faludy György, Méliusz József, Salamon Ernő, Brassai Viktor és Berda József versben búcsúzik a magyarok európai látókörű és rangú költőjétől. A napilapok és más folyóiratok szintén gyászolják József Attilát. Valamennyi nekrológ és tanulmány közül kiemelkedik Kováts József két esszéje a Pásztortűzben és a Független Újságban (mindkettőnek a címe: József Attila) 1937 decemberében.
Kováts az új magyar költőnemzedék vezéregyéniségét látja az immár halott költőben; nem állítja egymással szembe magyarsághoz való viszonyát és egyetemes szabadságvágyát, s ugyancsak egységben szemléli József Attila küzdelmét a társadalmi igazságosságért és szépségeszménye megvalósításáért. Ezzel a korszerű értelmezéssel Kováts József évtizedekkel előzte meg a József Attila-irodalmat. A költő halála alkalmat adott antifasiszta jellegű tömegmegnyilvánulásokra is. Temesvárt 1937. december 19-én szabadegyetemi keretben, Kolozsvárt 1938 februárjában munkásgyűlésen búcsúztak József Attilától (az emlékbeszédet Méliusz József tartotta).

## A második világháború után
A romániai József Attila-kultusz összetevői közül az első hely műveinek magyar és román nyelvű kiadását illeti meg. A Munkás Athenaeum már 1945-ben megjelentetett egy kis füzetet, Döntsd a tőkét, ne siránkozz címmel, ezt 1952-ben, 1960-ban, 1970-ben kisebb-nagyobb válogatások követték (többek közt Méliusz József, Balogh Edgár gondozásában). Románul Veronica Porumbacu (1955, 1961) és Mihai Beniuc (1967) adott ki egy-egy kötetnyit József Attila-fordításaiból; az utóbbi, kétnyelvű kiadáshoz Mihai Beniuc írta az előszót is. Az irodalmi és politikai sajtóban számos fordítás jelent meg, az említetteken kívül Eugen Jebeleanu, Virgil Teodorescu, Haralambie Grămescu, Emil Giurgiuca, Radu Boureanu, Paul Drumaru és mások tolmácsolásában. A Mózes Huba gondozásában kiadott Téka-kötet, József Attila és a román költészet (1972) s a függelékéül közölt, Réthy Andor készítette bibliográfia ezeket a fordításokat, egyáltalán József Attila román fogadtatását éppúgy felméri, mint a költő román versfordításait George Coşbuctól Zaharia Stancuig és Radu Boureanuig.
A romániai magyar József Attila-kutatás már korábban is foglalkozott a kapcsolattörténeti vonatkozásokkal, különös figyelmet fordítva a romániai magyar sajtó két világháború közötti József Attila-közleményeire (Pataki Bálint, Abafáy Gusztáv). Az életrajzi mozzanatok, főképpen Iosif Aron, a költő apja és családja felkutatásában Méliusz József, Eugen Jebeleanu és Enyedi Sándor nyújtott segítséget a József Attila-kutatóknak. A költő és a romániai munkásmozgalom összefüggéseit Méliusz mellett Mráz Lajos emlékezései világították meg.
Monografikus igénnyel készült Kántor Lajos könyve: A hiány értelmezése (József Attila Erdélyben); saját kutatásai alapján és a szakirodalom anyagát 1980-ig követve figyelemmel, irodalomtörténetileg rendszerezi József Attila és műve romániai összefüggéseit 1938-as évvel bezárólag. E könyv tárgyán kívül esik viszont József Attila hatásának vizsgálata a romániai magyar lírában, jóllehet már a Korunk régi költőgárdájának versein kimutatható ez a hatás (Salamon Ernő, Korvin Sándor, Brassai Viktor, Józsa Béla esetében). Ismét hangsúlyossá, új költői értékeket alakítóvá majd az 1950-es évek második felében s az 1960-as években válik, a Forrás első és második nemzedékének lírájában.
A kerek évfordulók (1955, 1962, 1980) az emlékezések és elemzések, tisztelgő versek számára nyitottak teret a hetilapok és folyóiratok ünnepi összeállításaiban, különszámaiban (Utunk, A Hét, Korunk, Igaz Szó). Az előadóművészek ugyancsak ezekre az alkalmakra készítettek egyéni vagy egy-egy színház művészeit (Illyés Kinga, Nemes Levente, Ádám Erzsébet, Kilyén Ilka) mozgósító műsorokat, bár a József Attila-versek mondása az elmúlt évtizedekben nem szorult csupán ünnepi alkalmakra (Kovács György, Boér Ferenc). Ádám Erzsébet előadásában a költő szerelmes verseiből készült Electrecord-lemez. Néhány József Attila-verset romániai zeneszerzők is megzenésítettek.
1972-től a költő nevét viselte a lugosi irodalmi kör, amely 1990-től Szombati–Szabó István néven tevékenykedik.